# 呉興郡
呉興郡（ごこう-ぐん）は、中国にかつて存在した郡。三国時代から唐代にかけて、現在の浙江省湖州市一帯に設置された。

## 概要
266年（宝鼎元年）、三国の呉により呉郡と丹陽郡を分割して呉興郡が立てられた。呉興郡は陽羡・永安・余杭・臨水・故鄣・安吉・原郷・於潜・烏程の9県を管轄した。治所は烏程県に置かれた。
晋のとき、呉興郡は烏程・臨安・余杭・武康・東遷・於潜・故鄣・安吉・原郷・長城の10県を管轄した。
南朝宋のとき、呉興郡は烏程・東遷・武康・長城・原郷・故鄣・安吉・余杭・臨安・於潜の10県を管轄した。
南朝斉のとき、呉興郡は烏程・武康・余杭・東遷・長城・於潜・臨安・故鄣・安吉・原郷の10県を管轄した。
589年（開皇9年）、隋が南朝陳を滅ぼすと、呉興郡は廃止されて、蘇州に編入された。602年（仁寿2年）、湖州が設置された。605年（大業元年）、呉州に統合された。607年（大業3年）に州が廃止されて郡が置かれると、呉州は呉郡と改称された。
621年（武徳4年）、唐が李子通を平定すると、烏程県に湖州が置かれた。742年（天宝元年）、湖州は呉興郡と改称された。758年（乾元元年）、呉興郡は湖州と改称され、呉興郡の呼称は姿を消した。